# Mont Higashi
Le mont Higashi (東岳, Higashi-dake) est un volcan de la péninsule de Shiretoko en Hokkaidō au Japon.